# 극장판 프로젝트 세카이 부서진 세카이와 전해지지 않는 미쿠의 노래
《극장판 프로젝트 세카이 부서진 세카이와 전해지지 않는 미쿠의 노래》(일본어: 劇場版プロジェクトセカイ 壊れたセカイと歌えないミク 게키조반 푸로젯쿠토 세카이 고와레타 세카이토 우타에나이 미쿠[*])는 일본의 애니메이션 뮤지컬 영화로 Colorful Palette에서 개발하고 세가에서 배급한 스마트폰 게임 《프로젝트 세카이: 컬러풀 스테이지! feat. 하츠네 미쿠》를 원작으로 한다. 하타 히로유키가 감독을 맡고 요나이야마 요코가 각본을 맡았으며 P.A.WORKS가 제작하였고 쇼치쿠가 배급하였다.

## 줄거리
사람의 감정으로 만들어진 대체 세계인 세카이의 존재를 발견한 20명의 십대들의 이야기를 들려준다. 각 세카이는 현실 세계에서 버추얼 싱어로 알려진 하츠네 미쿠, 카가미네 린 & 렌, 메구리네 루카, KAITO이 사용한다. 이 버추얼 싱어들은 십대들이 도전에 직면하고 성숙해지는 것을 지켜본다.
이 영화는 그들이 각자의 세카이의 미쿠와 다르게 생긴 미쿠를 만나는 오리지널 스토리를 다룬다. 그녀는 자신이 다가가고 싶은 사람들이 있지만, 아무리 노래를 불러도 그녀의 목소리는 그들에게 다가갈 수 없다고 고백한다. 미쿠는 세카이를 아는 사람들에 대해 더 많이 알게 되면 그 사람들에게 다가갈 수 있을 것이라고 생각한다.

## 제작
이 영화는 2024년 7월 29일에 발표되었다. 이 영화는 P.A.WORKS에서 제작하고 하타 히로유키가 감독을 맡았으며, 요나이야마 요코가 각본을 쓰고, 아키야마 유키가 캐릭터를 디자인하고, 호노 사토시가 음악을 작곡했다. 스마트폰 게임의 캐스트 멤버들이 역할을 다시 맡았다.
이 영화는 쇼치쿠에서 배급하고 2025년 1월 17일에 일본에서 개봉된다.

## 성우진

### 주연
- 후지타 사키 : 하츠네 미쿠 역

### 조연
- 노구치 루리코 : 호시노 이치카 역
- 오구라 유이 : 하나사토 미노리 역
- 아키나 : 아즈사와 코하네 역
- 히로세 다이스케 : 텐마 츠카사 역
- 쿠스노키 토모리 : 요이사키 카나데 역
- 요시오카 마유 : 키리타니 하루카 역
- 시모다 아사미 :  카가미네 린 역
- 아사카와 유 : 메구리네 루카 역
- 우에다 레이나 : 모치즈키 호나미 역
- 나카시마 유키 : 히노모리 시호 역

## 스태프
- 원작 - 세가, Colorful Palette, 크립톤 퓨처 미디어
- 감독 - 하타 히로유키
- 각본 - 요나이야마 요코
- 캐릭터 디자인·총작화 감독 - 아키야마 유키
- 서브 캐릭터 디자인·총작화 감독 - 츠지 마사토시
- 프롭 설정 - 마키노 히로미
- 미술 감독 - 스즈키 쿠루미
- 미술 설정 - 시오자와 요시노리
- 촬영 감독 - 이와이 카즈야
- 색채 설계 - 테시마 아케미
- CGI 디렉터 - 오가와 쿄스케, 스즈키 하루키
- 편집 - 타카하시 아유무
- 음향 감독 - 아케타가와 진
- 음향 효과 - 우에노 레이
- 음향 제작 - 매직 캡슐
- 음악 - 호노 사토시
- 프로듀서 - 카바시마 마나미, 오쿠나가 요시마사, 와타나베 하야토, 콘도 유이치로, 사사키 와타루, 츠지 미츠히토
- 애니메이션 프로듀서 - 야마모토 히카루
- 애니메이션 제작 - P.A.WORKS
- 제작 - 「극장판 프로젝트 세카이 부서진 세카이와 전해지지 않는 미쿠의 노래」 제작위원회

## 주제가
오프닝 테마
시작의 미래(はじまりの未来)
작사·작곡·편곡 - 40mP×sasakure.UK / 노래 - 하츠네 미쿠
엔딩 테마
Worlders
작사·작곡 - 진 / 편곡 - TeddyLoid / 노래 - 버추얼 싱어, Leo/need, MORE MORE JUMP!, Vivid BAD SQUAD, 원더랜즈×쇼타임, 25시, 나이트 코드에서.
삽입곡
너 사랑 퀘스트(君恋クエスト)
작사·작곡 - irucaice, 이치노세 루포 / 편곡 - irucaice, 이치노세 루포, Tanchiky
glow(극장판 프로젝트 세카이 ver.)
작사·작곡 - keeno / 편곡 - 세노우에 준, 츠바키모토 마사시
쾌청(극장판 프로젝트 세카이 ver.)
작사·작곡·편곡 - Orangestar
군청찬가(극장판 프로젝트 세카이 ver.)
작사·작곡 - Eve / 편곡 - raku(tayori)

## 참고 사항
- 7월 22일, 공식 X[3]에 7월 29일 생방송에서 대형 프로젝트를 발표한다는 글을 올렸다. 초기에는 새로운 버추얼 싱어 추가 또는 신유닛 실장[4]을 가장 유력하게 보게 되면서 여러 우려[5]를 표했는데, 극장판이었음이 밝혀지며 해프닝으로 끝났다.[6]